# 金铁主义
金铁主义是清朝末年杨度指出的政治理念，主张清政府召开国会，实施君主立宪制。在杨度的心目中，西方先进国家的根源不在民权、宪政而在金铁主义，民权与立宪只是达到“金铁主义”的手段。 他认为，西方列强之所以披靡世界，主要依靠经济之势力与军事之势力，而经济势力和军事实力二者为一的经济军国主义被杨度称之为“金铁主义”。原文为《金铁主义说》，连载于《中国新报》第一至第六期，反应了作者当时较系统化的政治思想。他在此文中提出“五族共和”这一理念与设想，鼓吹五族立宪论，宣传“五族合一”、“五族一家”。

## 思想起源
杨度的“金铁主义”受启发于德意志帝国宰相奥托·冯·俾斯麦奉行的“铁血主义”政策，杨度认为，中国是五千年文明古国，儒家“仁爱”之学早已经深入人心，若是纯粹提倡德国式的“铁血主义”，则有害于社会进步与民智开启，所以，必须进行改造，即在发展经济的前提下大力发展军事。“金”指黄金，金钱，引申为经济；“铁”指黑铁，铁炮，引申为军事。

## 社会评价
《金铁主义说》发表后受到当时革命派的猛烈抨击。

## 文献
1. ↑  王中江. . 四川人民出版社. 2008  [2019-01-06]. ISBN 9787220075278. OCLC 232325317. （原始内容存档于2019-07-01）.
2. ↑  . CNKI.   [2019-01-17]. （原始内容存档于2019-01-17）.
3. ↑  . 网易新闻. 2017-06-16  [2019-01-06]. （原始内容存档于2019-01-07）.